# Градова, Нина Борисовна
Нина Борисовна Градова (род. 5 июня 1933 года) — советский и российский учёный (микробиология, биотехнология), доктор биологических наук, профессор, лауреат Государственной премии СССР (1971). Одна из разработчиков белково-витаминного концентрата (паприна) — ценной кормовой добавки.

## Биография
Родилась в Калинине (Тверь).
Окончила факультет почвоведения и агрохимии Московской сельскохозяйственной академии имени К. А. Тимирязева (1957).
Работала в экспедиции по освоению целинных земель и в Северной почвенной экспедиции.
С 1964 года, после защиты кандидатской диссертацию по специальности «Микробиология», работала в институте ВНИИсинтезбелок: младший научный сотрудник, старший научный сотрудник, завлаб, заместитель директора по научной работе.
С 1977 года преподаёт в МХТИ, читает курс микробиологии.
Доктор биологических наук (1977), диссертация «Физиологические особенности углеводородокисляющих дрожжей рода Candida и селекция производственных штаммов».
Научные интересы:
- промышленная микробиология и биотехнология,
- микробиологическое производство белковых веществ кормового и пищевого назначения,
- селекция микроорганизмов; процессы культивирования микроорганизмов на различных субстратах (углеводороды, органические кислоты, углеводы, отходы сельского хозяйства и промышленности).

Лауреат Государственной премии СССР (1971) за разработку белково-витаминного концентрата, заслуженный химик Российской Федерации. Награждена орденом «Знак Почёта».

## Из библиографии
Некоторые книги:
- Использование углеводородов дрожжами: Аналит. обзор / Н. Б. Градова, Э. М. Диканская, В. В. Михалёва; Гл. упр. микробиол. пром-сти при Совете Министров СССР. Отд-ние науч.-техн. информации и техн.-экон. исследований микробиол. пром-сти. — Москва: [б. и.], 1971. — 120 с., 14 отд. брошюр. л. табл.; 21 см.
- Особенности микроорганизмов, используемых в технологических процессах получения белка и биологически активных веществ / Н. Б. Градова, О. А. Решетник. — Казань: КХТИ, 1987. — 80 с.
- Кузнецов А. Е., Градова Н. Б. Научные основы экобиотехнологии. — М.: Мир, 2006. — 504 с.
- Кузнецов А. Е., Градова Н. Б., Лушников С. В. и др. Прикладная экобиотехнология. — М.: БИНОМ. Лаборатория знаний, 2010. Т. 1. — 629 с.; Т. 2. — 485 с. (2012 г. — второе издание)
- Домарадский И. В., Градова Н. Б. — Очерки микологии для экологов./ Под ред. чл.-корр. РАН и акад. РАМН И. Б. Ушакова — М.: Изд. Истоки, 2007,80 с.
- Градова Н. Б., Бабусенко Е. С., Панфилов В. И. Биологическая безопасность биотехнологических производств. — Изд. ДеЛи принт, 2010, 135 с.
- Карпова О. В., Градова Н. Б. Основы вирусологии для биотехнологов: Учебное пособие для биотехнологов — М.: ДеЛи плюс, 2012. — 103 с.
- Микробиологический контроль биотехнологических производств : учебное пособие для студентов высших учебных заведений, обучающихся по направлению «Биотехнология» / Н. Б. Градова, Е. С. Бабусенко, В. И. Панфилов, И. В. Шакир ; [гл. ред. О. В. Саламаха]. — Москва : ДеЛи плюс, 2016. — 139 с., [1] л. цв. ил. : ил., табл.; 22 см; ISBN 978-5-905170-88-1 : 1000 экз.